# 421-я стрелковая дивизия
421-я стрелковая дивизия, (421 сд), Одесская стрелковая дивизия — стрелковое соединение (стрелковая дивизия) РККА Вооружённых Сил СССР в годы Великой Отечественной войны, воевала в составе Приморской армий, участвовала в Обороне Одессы и Крымской оборонительной операции.

## История

### Формирование. Участие в обороне Одессы
Дивизия была формирована в сентябре 1941 года на базе частей Восточной группы войск Одесского оборонительного района. С 3 сентября 1941 по 10 сентября 1941 года наименовалась Одесской стрелковой дивизией, после чего ей и её полкам была присвоена общевойсковая нумерация.1-й морской полк в ней стал 1330-м полком, 26-й полк НКВД 1331-м полком. Дивизия занимала оборону на подступах к Одессе между Хаджибейским и Куяльницким лиманами.
11 сентября 1941 года части дивизии должны были «в частичной атаке на Ильинском направлении овладеть к исходу выс. 77, 9 (иск) х. Черевичный».
14 сентября 1941 года, 15.00. «421-й сд, продолжая оборону занимаемого рубежа, ликвидировать противника, укрепившегося Прищеповка».
Используя успех, достигнутый Григорьевским морским десантом, 157-я и 421-я стрелковые дивизии Приморской армии из района Крыжановка, Куяльницкий лиман нанесли внезапный контрудар по румынским войскам в направлении Свердлово.

### Крымская оборонительная операция
В связи с продвижением немецких войск и угрозе Крыму решением Ставки ВГК 30 сентября 1941 года было приказано оставить Одессу, а войска Приморской армии использовать для усиления обороны Крыма. 16 октября соединения отдельной Приморской армии совершили посадку на суда и переход в Севастополь. Выгрузившись в Севастополе 421 стрелковая дивизия находилась в резерве Приморской армии. На рубеже реки Чатырлык (поскольку Ишуньские позиции уже были утеряны) действовали только отдельные батальоны дивизии, основные силы оставались в районе Севастополя.
В Крыму решением Военного совета Приморской армии 21 октября 1941 года ввиду малочисленности и отсутствием инженерного вооружения (переправочных средств) 44-й отдельный понтонно-мостовой батальон эвакуированный из Одессы был расформирован, а его личным составом были укомплектованы инженерные части 421-й стрелковой дивизии.
26 октября 1941 года оборона Приморской армии в северном Крыму была прорвана и части армии начали отступать в южном направлении в сторону Симферополя. Дивизия была выдвинута на рубеж река Альма — Сарабуз, который предполагалось занять помимо 421 сд несколькими бригадами морской пехоты и остатками 40-й и 42-й кавалерийских дивизий, понёсших потери в северном Крыму. К утру 31 октября части 421 сд прибыли на станцию Сарабуз и начали занимать оборону севернее Симферополя. К этому моменту моторизованная группа (бригада) Циглера отправленная Э. фон Манштейном для перехвата Приморской армии по приморскому флангу уже прорвала рубеж реки Альма и вышла на дорогу Симферополь-Бахчисарай, отрезав частям армии прямой путь на Севастополь.
Части 421 сд прикрывали отход Приморской армии от Симферополя на Алушту. Отдельные части дивизии были выделены для прикрытия перевалов через Крымские горы вместе с 184-й сд и 48-й кд. Артиллерийские части начали отходить первыми по горным дорогам в сторону Алушты. 4 ноября 1941 года 421 сд было разрешено начать отход в направлении Алушты. В боях за Ялту и Алушту 421-я стрелковая дивизия понесла тяжёлые потери, из 3428 военнослужащих дивизии, в составе Отдельной Приморской армии, после боёв под Алуштой осталось чуть больше 500. К исходу 9 ноября 1941 года Приморская армия закончила сосредоточение в районе Севастополя. 13 ноября 1941 года ввиду потерь и сильного некомплекта в штатах и вооружении 421-я стрелковая дивизия и несколько других дивизий были расформированы. Её личный состав был использован для пополнения 7-й бригады морской пехоты (по некоторым данным также и  172-й стрелковой дивизии).

## В составе[1]
| На дату                 | Фронт | Армия            | Корпус |
| 07.09.1941 — 13.11.1941 |       | Приморская армия |        |
| ----------------------- | ----- | ---------------- | ------ |

## Командование[1]
Командир дивизии:
- полковник Коченов Григорий Матвеевич, 01.09.1941 — 30.11.1941

Начальник штаба:

## Состав
На 3 сентября 1941 — 13 ноября 1941:
- 3-й морской стрелковый полк (с 26.9.1941 г. по 15.10.1941 г.),
- 54 стрелковый полк из состава 25 сд (временно до 26.9.1941 г.),
- 1327 стрелковый полк (с 25.10.41 г.),
- 1330 (бывший 1-й морской стрелковый полк) стрелковый полк — до 26.10.41 г., командир полковник Я. И. Осипов, погиб 2.11.1941
- 1331 (2-й, ранее 26-й полк погранвойск НКВД) стрелковый полк,
- 983 артиллерийский полк,
- 134 гаубичный артиллерийский полк,
- 705 отдельный зенитный артиллерийский дивизион,
- 480 разведывательная рота,
- 688 (247) саперный батальон,
- 860 (150) отдельный батальон связи,
- 503 медико-санитарный батальон,
- 484 отдельная рота химзащиты,
- 513 автотранспортная рота,
- 318 полевая хлебопекарня,
- 1474 полевая почтовая станция,
- 865 полевая касса Госбанка.

## Известные воины дивизии
- Оцимик, Константин Владимирович, старший лейтенант.